# DeShone Kizer
Pour les articles homonymes, voir Kizer.
(en) Statistiques sur pro-football-reference
DeShone Allen Kizer, né le 3 janvier 1996 à Toledo, est un joueur américain de football américain évoluant au poste de quarterback.
Il est actuellement agent libre (sans club).
Après trois saisons universitaires chez les Fighting Irish de Notre Dame en NCAA Division I FBS, il se présente à la draft 2017 de la NFL où il est sélectionné en 52e choix global lors du 2e tour par la franchise des Browns de Cleveland.
Il est le 4e quarterback sélectionné dans cette draft après Mitchell Trubisky, Patrick Mahomes et Deshaun Watson.
Après une saison chez les Browns, une saison chez les Packers de Green Bay, et deux saisons chez les Raiders d'Oakland/Las Vegas,, il rejoint l'équipe d'entraînement des Titans du Tennessee où il est libéré le 26 novembre 2021.

## Statistiques
| Année      | Équipe               | MJ |         | Passes   | Passes | Passes | Passes | Passes | Passes | Passes  |       | Courses | Courses | Courses | Courses |  | Fumbles | Fumbles |
| Année      | Équipe               | MJ | Tentées | Réussies | Pct.   | Yards  | TD     | Int.   | Éval.  | Tentées | Yards | Moy.    | TD      | Nb.     | Perdus  |  |         |         |
| 2017       | Browns de Cleveland  | 15 | 476     | 275      | 53,6   | 2 894  | 11     | 22     | 60,5   | 77      | 419   | 5,4     | 5       | 9       | 6       |  |         |         |
| 2018       | Packers de Green Bay | 03 | 042     | 020      | 47,6   | 0187   | 0      | 02     | 40,5   | 05      | 039   | 7,8     | 0       | 1       | 1       |  |         |         |
| Totaux NFL | Totaux NFL           | 18 | 518     | 275      | 53,1   | 3 084  | 11     | 24     | 58,9   | 82      | 458   | 5,6     | 5       | 10      | 7       |  |         |         |

Aucun match en 2019, 2020 et 2021

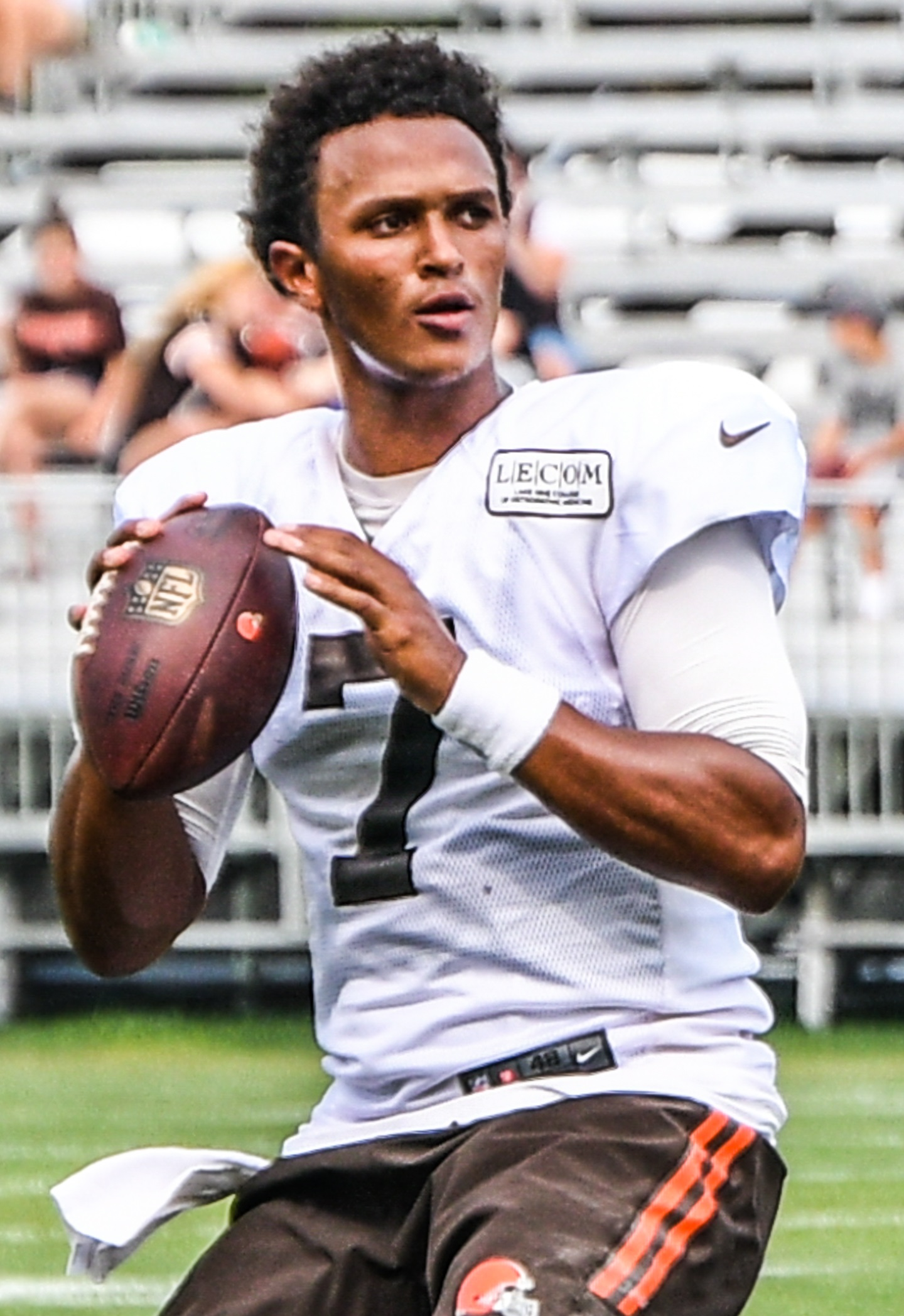
Chez les Browns en 2017.
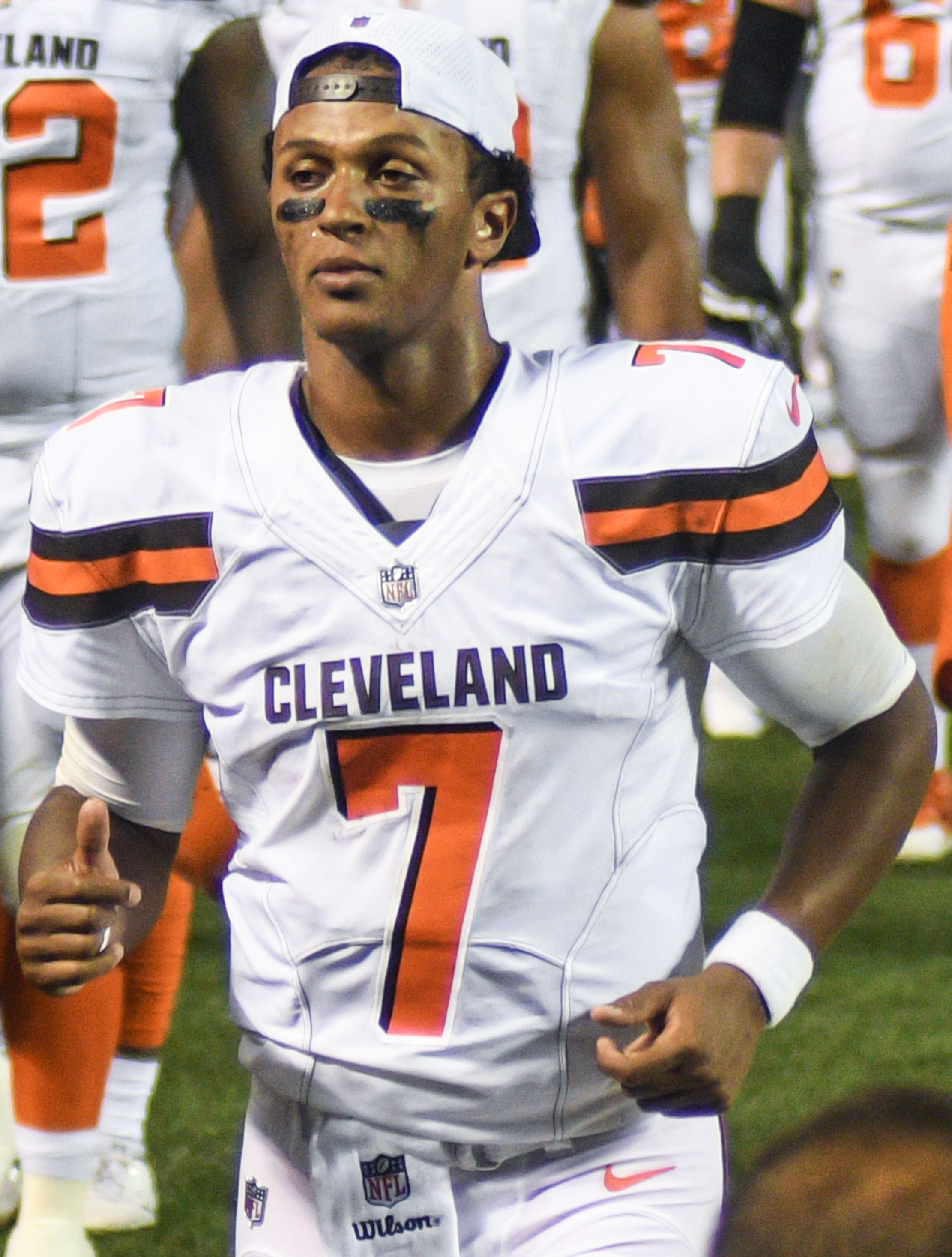
Contre les Giants en 2017.

## Vie privée
Son père, Derek Kizer, a joué pour l'équipe de basket-ball des Falcons de l'Université d'État de Bowling Green entre 1987 et 1991,.